# 澤田宏太郎
澤田 宏太郎（さわだ こうたろう、1970年12月15日 - ）は、日本の実業家。株式会社ZOZO代表取締役社長兼CEO、株式会社ZOZOUSED取締役、株式会社ZOZOテクノロジーズ取締役。

## 経歴
神奈川県横浜市出身。神奈川県立光陵高等学校を経て、早稲田大学理工学部を卒業後、1994年4月に株式会社NTTデータに入社。1998年4月には株式会社NTTデータ経営研究所に入所。
その後、2005年6月に入社したスカイライトコンサルティング株式会社を含むコンサルティング会社2社を経て、2008年5月より、アパレルメーカー自社ECサイト支援業務を手がける株式会社スタートトゥデイコンサルティング（2013年8月に株式会社ZOZOに吸収合併）を設立し、代表取締役に就任。
2013年6月、株式会社スタートトゥデイ（現・株式会社ZOZO）取締役に就任。2019年9月12日、株式会社ZOZO代表取締役社長兼CEOに就任。